# Gmina Mogilno
Die Gmina Mogilno [mɔˈɟilnɔ] ist eine Stadt-und-Land-Gemeinde im Powiat Mogileński der Woiwodschaft Kujawien-Pommern in Polen. Sitz des Powiats und der Gemeinde ist die gleichnamige Stadt mit etwa 12.100 Einwohnern.

## Geographie
Die Gemeinde liegt etwa 20 km nordöstlich von Gniezno (Gnesen). Auf dem Gebiet von Stadt und Gemeinde liegt der etwa 77 Hektar große Jezioro Mogileńskie.

## Geschichte
Im Rahmen der Ersten Teilung Polens 1772 kam das Gemeindegebiet zu Preußen. Nach dem Ersten Weltkrieg wurde es aufgrund der Bestimmungen des Versailler Vertrags an die Zweite Polnische Republik abgetreten. Nach dem Überfall auf Polen wurde das Gebiet 1939 deutsch besetzt und fast alle Orte wurden umbenannt.
Die Gemeinde besteht seit 1973, 1975 kam sie bis 1998 zur Woiwodschaft Bydgoszcz.

### Partnerstädte und -gemeinden
Seit 2008 bzw. 2012 bestehen Partnerschaften mit Brody (Ukraine) und Engelskirchen in Deutschland.

## Gemeinde
Die Stadt-und-Land-Gemeinde Mogilno besteht aus der Stadt, weiteren Dörfer und kleineren Siedlungen:
| polnischer Name    | deutscher Name (1815–1919)                        | deutscher Name (1939–1945) |
| ------------------ | ------------------------------------------------- | -------------------------- |
| Baba               | Gut Groß Baba, auch Neusorge                      | Schönau                    |
| Białotul           | Czarnotul B                                       | Schwarzanger Domäne        |
| Bystrzyca          | Bystrzyce 1906–1919 Bistritz                      | Bistritz                   |
| Chabsko            | Chabsko 1908–1919 Habsberg                        | Habsberg                   |
| Chałupska          | Chalupska                                         | Altgrund                   |
| Czarnotul          | Czarnotul A 1906–1919 Schwarzanger Gut            | Schwarzanger               |
| Czerniak           | Gut Czerniak                                      | Schwarzenau                |
| Dąbrówka           | Gut Dombrowko                                     | Dombrowko                  |
| Dębno              | Dembno                                            | Iglau                      |
| Dzierzążno         | Dzierzonzno 1906–1919 Schiersdorf                 | Schiersdorf                |
| Gębice             | Gembitz                                           | Gembitz                    |
| Goryszewo          | Goryszewo                                         | Gorschenmühle              |
| Gozdanin           | Gut Gozdanin                                      | Güldenhof                  |
| Gozdawa            | Gut Gozdawa                                       | Neubrück                   |
| Huta Padniewska    | Hutta Padniewska                                  | Langsdorf                  |
| Huta Palędzka      | Hutta Palendzka 1906–1919 Hohendorf               | Hohendorf                  |
| Izdby              | Izdby                                             | Schwarzfelde               |
| Józefowo           | Josephowo                                         | Kirchdorf                  |
| Kamionek           | Kamionek                                          | Steindorf                  |
| Kątno              | Gut Kontno                                        | Eckenau                    |
| Kołodziejewo       | Altraden                                          | Altraden                   |
| Kopczyn            | Seeberg                                           | Seeberg                    |
| Krzyżanna          | Louisenhof                                        | Luisenhof                  |
| Kunowo             | Kunowo                                            | Kunau                      |
| Kwieciszewo        | Kwiecischewo 1906–1919 Blütenau                   | Blütenau                   |
| Łosośniki          | Lososnik                                          | Lachstal                   |
| Lubieszewo         | Neumanowo                                         |                            |
| Marcinkowo         | Marcinkowo                                        | Martinau                   |
| Mielenko           | Mielinko                                          | Schöngarten                |
| Mielno             | Ulrichsthal                                       | Ulrichstal                 |
| Mogilno            | Mogilno                                           | Mogilno                    |
| Niestronno         | Niestronno                                        | Fichtenwalde               |
| Olsza              | Olscha                                            | Olscha                     |
| Padniewko          | Padniewko                                         | Lindeneck                  |
| Padniewo           | Hartfeld                                          | Hartfeld                   |
| Palędzie Dolne     | Palendzie Dolne                                   | Steinfelde                 |
| Palędzie Kościelne | Palendzie Koscielne 1906–1919 Kirchlich Palendzie | Hochdorf                   |
| Procyń             | Procyn 1906–1919 Rehfelde                         | Rehfelde                   |
| Przyjma            | Haltersdorf                                       | Haltersdorf                |
| Ratowo             | Gadow                                             |                            |
| Sadowiec           | Sadowiec                                          | Rehberg                    |
| Skrzeszewo         | Gut Skrzeszewo                                    | Langenhof                  |
| Stawiska           | Kunzensee                                         | Kunzensee                  |
| Strzelce           | Strzelce                                          | Jägerndorf                 |
| Świerkówiec        | Gut Swierkowiec                                   | Swirkau                    |
| Szczeglin          | Gut Scheglin                                      | Scheglin                   |
| Szerzawy           | Szerzawy                                          | Breitenfelde               |
| Szydłówko          | Schidlowko                                        |                            |
| Targownica         | Targownica                                        | Seehof                     |
| Twierdziń          | Gut Twierdzyn                                     | Neurieden                  |
| Wasielewko         | Wasielewko 1908–1919 Waßberg                      | Waßberg                    |
| Wiecanowo          | Wiecanowo                                         | Seesitz                    |
| Wieniec            | Wieniec                                           | Mühltal                    |
| Wszedzień          | Wszedzin 1908–1919 Schetzingen                    | Schetzingen                |
| Wylatowo           | Wilatowen                                         | Wilatowen                  |
| Wyrobki            | Hochheim                                          | Hochheim                   |
| Zbytowo            | Bytow                                             | Birkenfelde                |
| Żabienko           | Zabienko 1906–1919 Streben                        | Streben                    |
| Żabno              | Zabno                                             | Froschweiler               |

## Verkehr
Die Stadt liegt an der Bahnstrecke Poznań–Toruń. Früher zweigten in Mogilno Strecken nach Barcin, mit einem Bahnhof in Wszedzień und nach Inowrocław, mit Bahnhöfen in Szczeglin und Kunowo sowie nach Orchowo, mit Bahnhöfen in Kwieciszewo, Gębice und Procyń, ab.